# 島津忠広 (準三男家)
島津 忠広（しまづ ただひろ、元和6年12月18日（1621年1月10日） - 元禄16年8月3日（1703年9月13日））は、江戸時代前期から中期の薩摩藩士。島津氏分家の島津準三男家祖。藩主島津家久の五男。母は鎌田播磨政重の娘。諱は初め忠弘、後に忠広。幼名は宝寿。通称は市正。剃髪して入道万山。

## 生涯
初め、島津義弘の長女の所領を相続して、島津朝久の次男扱いとなったが、延宝5年（1677年）に異母兄の光久により、朝久の家を去り、加治木島津家の祖で同母兄である忠朗を次男家とした場合の三男家に準じた扱いとなった。このため、忠広の家を準三男家という。

示現流剣術家師範家の東郷氏が所有していた現在の鹿児島市山下町にあった屋敷（後年東郷実満が手放した）の隣、帰化中国人藩士の屋敷地を取得する。後に小松家のものとなる。
万治2年の「鹿府万治高帳」に「高 1553石8斗 家久公御子 島津東市正忠広」とある。
孫娘が平田正房や肝付兼柄の妻となり、正房に嫁いだ孫娘から平田靱負が生まれる。